# Episodi di Reporter alla ribalta (prima stagione)
La prima stagione della serie televisiva Reporter alla ribalta è stata trasmessa in anteprima negli Stati Uniti d'America dalla NBC tra il 20 settembre 1968 e il 20 marzo 1969.
| nº | Titolo originale               | Titolo italiano | Prima TV USA      | Prima TV Italia |
| -- | ------------------------------ | --------------- | ----------------- | --------------- |
| 1  | Fear of High Places            |                 | 20 settembre 1968 |                 |
| 2  | Witness                        |                 | 27 settembre 1968 |                 |
| 3  | The Taker                      |                 | 4 ottobre 1968    |                 |
| 4  | Collectors' Edition            |                 | 11 ottobre 1968   |                 |
| 5  | Nightmare                      |                 | 18 ottobre 1968   |                 |
| 6  | Incident in Berlin             |                 | 25 ottobre 1968   |                 |
| 7  | Shine On, Shine On, Jesse Gil  |                 | 1º novembre 1968  |                 |
| 8  | Lola in Lipstick               |                 | 8 novembre 1968   |                 |
| 9  | The Protector                  |                 | 15 novembre 1968  |                 |
| 10 | Ordeal                         |                 | 22 novembre 1968  |                 |
| 11 | The White Birch                |                 | 29 novembre 1968  |                 |
| 12 | High on a Rainbow              |                 | 6 dicembre 1968   |                 |
| 13 | The Black Answer               |                 | 13 dicembre 1968  |                 |
| 14 | Pineapple Rose                 |                 | 20 dicembre 1968  |                 |
| 15 | The Revolutionary              |                 | 27 dicembre 1968  |                 |
| 16 | Swingers Only                  |                 | 10 gennaio 1969   |                 |
| 17 | The Inquiry                    |                 | 17 gennaio 1969   |                 |
| 18 | The Incomparable Connie Walker |                 | 24 gennaio 1969   |                 |
| 19 | Love-In at Ground Zero         |                 | 31 gennaio 1969   |                 |
| 20 | The Suntan Mob                 |                 | 7 febbraio 1969   |                 |
| 21 | Keep the Doctor Away           |                 | 14 febbraio 1969  |                 |
| 22 | The Bobby Currier Story        |                 | 21 febbraio 1969  |                 |
| 23 | A Wrath of Angels              |                 | 28 febbraio 1969  |                 |
| 24 | The Third Choice               |                 | 7 marzo 1969      |                 |
| 25 | Breakout to a Fast Buck        |                 | 14 marzo 1969     |                 |
| 26 | An Agent of the Plaintiff      |                 | 20 marzo 1969     |                 |